# زبيغنيو هربرت
زبيغنيو هربرت (بالبولندية: Zbigniew Herbert، ولد 29 أكتوبر 1924 - توفي 28 يوليو 1998) هو شاعر وكاتب مقالات ودراما وأخلاقي بولندي. وكان عضوًا في حركة المقاومة البولندية، وجيش الوطن (إيه كيه)، خلال الحرب العالمية الثانية، وهو واحد من أشهر الكتاب البولنديين وأكثر من ترجمت أعماله بعد الحرب. نُشرت أعماله لأول مرة في خمسينيات القرن العشرين (أصدر له مجلد بعنوان وتر الضوء في عام 1956)، وبعد فترة وجيزة من توقفه بشكل طوعي عن تقديم معظم أعماله إلى دور النشر الحكومية البولندية الرسمية. استأنف النشر في ثمانينيات القرن العشرين، بدايةً في الصحافة غير النظامية. ومنذ الستينيات، رُشح عدة مرات لجائزة نوبل في الأدب. وتُرجمت أعماله إلى 38 لغة.
ادعى هربرت أنه قريب بعيد للشاعر الأنجلو-ويلزي من القرن السابع عشر جورج هيربرت.
تلقى هربرت تعليمه كخبير اقتصادي ومحام. وكان هربرت أحد الشعراء الرئيسيين للمعارضة البولندية للشيوعية. ابتداءً من عام 1986، عاش في باريس، حيث تعاون مع مجلة زاشتيه ليتراسكيه. عاد إلى بولندا في عام 1992. وفي 1 يوليو 2007، حددت الحكومة البولندية عام 2008 باعتباره عام زبيغنيو هربرت. في عام 2013، تأسست جائزة زبيغنيو هربرت الأدبية الدولية تكريمًا للشاعر وإرثه الأدبي.

## التعليم
تعلم في Nicolaus Copernicus University in Toruń ‏، وتحصل منها على ماجستير القانون، وجامعة لفيف، وجامعة ياغيلونيا، وJan Matejko Academy of Fine Arts ‏، وKraków University of Economics ‏، وتحصل منها على دبلوم، وجامعة وارسو.

## جوائز وترشيحات
حصل على جوائز منها:
جوائز
- جائزة القدس (1991)
- Preis der Stadt Münster für Internationale Poesie [الإنجليزية]‏ (1997)
- جائزة إذاعة الجنوب الغربي للمتصدرين [الإنجليزية]‏ (1994)
- جائزة هردر [الإنجليزية]‏ (1973)
- جائزة فيلنيكا [الإنجليزية]‏ (1991)
- Petrarca-Preis [الإنجليزية]‏ (1979)
- Kościelski Award [الإنجليزية]‏ (1963)
- جائزة الدولة النمساوية للأدب الأوروبي [الإنجليزية]‏ (1965)
- نيشان فرسان العقاب الأبيض

ترشيحات
- جائزة نيوستاد الدولية للأدب (1970)
- جائزة نيوستاد الدولية للأدب (1972)
- جائزة نيوستاد الدولية للأدب (1978)
- جائزة نيوستاد الدولية للأدب (1984)
- جائزة نيوستاد الدولية للأدب (1994)

ترشح لـ:
- جائزة نيوستاد الدولية للأدب (1993)
- جائزة نيوستاد الدولية للأدب (1983)
- جائزة نيوستاد الدولية للأدب (1977)
- جائزة نيوستاد الدولية للأدب (1971)
- جائزة نيوستاد الدولية للأدب (1969).

## وصلات خارجية
- زبيغنيو هربرت على موقع IMDb (الإنجليزية)
- زبيغنيو هربرت على موقع الموسوعة البريطانية (الإنجليزية)
- زبيغنيو هربرت على موقع مونزينجر (الألمانية)
- زبيغنيو هربرت على موقع ميوزك برينز (الإنجليزية)
- زبيغنيو هربرت على موقع ديسكوغز (الإنجليزية)
- زبيغنيو هربرت على موقع قاعدة بيانات الفيلم (الإنجليزية)

- زبيغنيو هربرت في قاعدة بيانات الأفلام على الإنترنت